# 區倬僖
區倬僖（英語：Owen Au Cheuk-hei，1999年—），香港社運人士，前香港中文大學學生會會長，現因幹事會出缺而擔任臨時行政委員會主席。

## 生平

### 早年
2014年，就讀保良局羅氏基金中學的區倬僖參與了雨傘革命的佔領活動，亦參與了2015年反水貨客的光復行動。於2016年立法會新界東地方補選及換屆選舉中，區擔任本土民主前線梁天琦和青年新政梁頌恒的助選團成員，成功協助梁頌恒贏取議席。

### 中大學生會時期
2017年，區倬僖入讀香港中文大學，主修政治與行政學，副修哲學。翌年，區倬僖組成內閣「凌霜」，參選香港中文大學學生會第48屆幹事會選舉，並以2405張信任票成功當選。同年4月7日，區出席香港民族陣綫的集會，但被民陣拒絕讓其上台發言。2018年9月3日，區在開學禮上演說，寄語中大新生們面對不公應挺身而出。
反送中運動期間，區倬僖積極參與抗爭前線。2019年10月20日，區參與九龍遊行時因身上攜帶噴漆，於旺角亞皆老街近塘尾道交界以涉嫌非法集結和管有物品意圖摧毀或損壞財產罪被警方拘捕。
2020年6月，區倬僖接任因學生會幹事會出缺而組成的臨時行政委員會主席一職。同年11月，臨時行政委員會在校內舉行「中大保衛戰」一週年回顧展覽，一度被校方阻撓。
2021年1月11日，多名黑衣示威者在大學站外呼籲學生拒絕向中大保安展示學生證，更推倒鐵馬及投擲白色粉末。同月25日，區倬僖如常到沙田警署報到，警方指他涉案並拘捕，再帶他至中大善衡書院利國偉宿舍搜證。過程期間警方沒有向宿舍學生展示搜查令，亦多次阻止學生和校園電視台拍攝。中大學生會對警方再度擅自走入校園範圍執法表示遺憾。2023年3月24日，區倬僖與另一名被告因控方未能提供參與非法集結的確實證據而被裁定非法集結罪名不成立。